# Yttrandefrihetsgrundlagen
Yttrandefrihetsgrundlagen (YGL – Gesetz über die Meinungsfreiheit) aus dem Jahre 1991 ist der jüngste Teil der schwedischen Verfassung. Das Gesetz trat am 1. Januar 1992 in Kraft.

## Inhalt (verkürzt)
- Jeder schwedische Mitbürger hat das durch dieses Gesetz zugesicherte Recht, seine Gedanken, Ansichten und Gefühle über Radio, das Fernsehen oder einer ähnlichen Übertragungsart wie Film, Video, Tonaufnahmen u. ä. öffentlich auszudrücken und Angaben jeglicher Art zu machen.
- Keine Behörde und kein staatliches Organ darf eine Überprüfung geplanter Veröffentlichungen in den oben genannten Übertragungsarten fordern. Ausnahmen bilden Kinofilme.
- Der Urheber eines Radio- oder Fernsehprogramms oder Vergleichbarem hat das Recht, anonym zu bleiben.[2]

Das Gesetz hat einige Gemeinsamkeiten mit dem Gesetz über die Pressefreiheit (Tryckfrihetsförordningen), gilt allgemein jedoch nicht für das geschriebene Wort. Dagegen umfasst es Internetseiten und Datenbanksysteme mit journalistischem Hintergrund.
Der Missbrauch dieses Gesetzes ist strafbar: Etwa, wer zu Gewalt gegen Mensch wie Tier aufruft, Landesverrat oder Spionage betreibt. In einem solchen Fall erlischt auch das Recht auf Anonymität des Urhebers oder der Informationsquelle.